# Der Fall Randall Adams
Der Fall Randall Adams (Originaltitel: The Thin Blue Line) ist ein Dokumentarfilm des Regisseurs Errol Morris aus dem Jahr 1988.

## Handlung
Ein Polizist wird bei einer Fahrzeugkontrolle erschossen. Die Polizei präsentiert daraufhin zwei Verdächtige: Den minderjährigen David Ray Harris, der im Vorstrafenregister verzeichnet war und später in seiner Heimatstadt behauptete, einen Polizisten ermordet zu haben, sowie den bisher der Polizei nicht aufgefallenen 28-jährigen Randall Dale Adams. Die Dokumentation führt vor Augen, dass die Ermittlungsbehörden Beweise konstruiert und Zeugenaussagen beeinflusst haben.

## Hintergrund
Ursprünglich wollte Errol Morris eine Dokumentation über den Psychiater Dr. James Grigson aus Dallas drehen, der aufgrund seiner Gutachten über hundert straffällige Personen in den Todestrakt gebracht hatte. Grigson war auch als „Doctor Death“ berüchtigt. Nach dem texanischen Gesetz war es nur möglich, jemanden zum Tode zu verurteilen, wenn ein psychiatrisches Gutachten bestätigte, dass der Angeklagte auch in Zukunft Gewalttaten begehen werde. In fast jedem Gutachten hatte Dr. Grigson bestätigt, dass die von ihm untersuchte Person ein „unheilbarer Soziopath sei, die mit einer Wahrscheinlichkeit von 100 Prozent wieder töten werde“.
Während seiner Recherchen zu dem Projekt stieß er auf den „Fall Randall Adams“ und begann, eher durch Zufall, sich intensiver mit dem Mordfall zu beschäftigen.
Durch umfangreiche Erkenntnisse und zahlreiche Interviews gelang es Errol Morris, einen Justizirrtum aufzudecken und den verurteilten Todeskandidaten zu rehabilitieren.  Morris war 1988 einer der ersten, die Dokumentarmaterial in einem Film durch Spielfilmszenen ergänzten, um dem Zuschauer das Geschehene näherzubringen. Morris’ Untersuchungen waren zu dem Schluss gekommen, dass fünf Zeugen vor Gericht vorsätzlich die Unwahrheit gesagt, sich also  eines Meineides schuldig gemacht haben.
Nach seiner Entlassung aus dem Gefängnis, setzten sich Adams und Morris gerichtlich über die Rechte an der Geschichte auseinander. Man einigte sich dann schließlich außergerichtlich zu Gunsten Adams’. Dieser sagte, es sei ihm im Rechtsstreit nicht um Geld gegangen, sondern um die Rechte an seiner Lebensgeschichte.
Morris erinnerte sich später: „Als er rauskam, war er sehr wütend, als ihm klar wurde, dass er die Rechte an seiner Lebensgeschichte an mich verkauft hatte. Und er fühlte sich, als hätte ich ihm etwas geklaut. Vielleicht hatte ich das auch, vielleicht kann ich mich aber auch nicht in jemanden versetzen, der so lange im Gefängnis war für ein Verbrechen, das er nicht begangen hat.“
Adams starb im Oktober 2010. Der Originaltitel des Films rührt von einer Umbearbeitung eines Zitats aus Rudyard Kiplings Gedicht Tommy her, in welchem britische Soldaten auf Grund ihrer Uniformen und Formation als „thin red line“ beschrieben werden.

## Rezeption
Für die Ästhethik der Serien- und vor allem Dokumentarformate im Bereich True Crime war laut dem Medienwissenschaftler Herbert Schwab diese Dokumentation stilbildend.

## Auszeichnungen
- 1988: Edgar Award
- 1988: IDA Award der International Documentary Association
- 1988: National Board of Review Award
- 1988: New York Film Critics Circle Award
- 1989: Kansas City Film Critics Circle Award
- 1989: National Society of Film Critics Award
- 2001: Aufnahme in das National Film Registry